# Bryndzové pirohy
I bryndzové pirohy /ˈbrindzɔʋeː pirɔɦi/ (italiano: pirohy alla bryndza) sono un piatto tipico della cucina slovacca; essi consistono in tortelli ripieni di purè e bryndza (formaggio di pecora slovacco).
Su un piatto vengono serviti circa 12-14 pirohy con aggiunta di panna acida, pezzetti di bacon croccante, e erbe.